# Selinum myrrhis
Selinum myrrhis är en flockblommig växtart som beskrevs av Ernst Hans Ludwig Krause. Selinum myrrhis ingår i släktet krusfrön, och familjen flockblommiga växter. Inga underarter finns listade i Catalogue of Life.